# Sankt Annen (Dithmarschen)
Sankt Annen ist eine Gemeinde im Kreis Dithmarschen in Schleswig-Holstein (Deutschland). Sie liegt an der L 156 zwischen Friedrichstadt und Lunden und besteht aus den Ortsteilen Neufeld, Damm und Österfeld. Das Ortsgebiet St. Annens grenzt an die Eider.
Über die Eider führt eine 1916 erbaute Eisenbahnbrücke sowie eine Autobrücke in den Kreis Nordfriesland. Die Nachbarstadt Friedrichstadt ist mit dem Auto in fünf Minuten erreichbar.
Eine Sehenswürdigkeit ist die Kirche der heiligen Anna. Die Heilige Anna ist zugleich Namensgeberin des Ortes.

## Geschichte

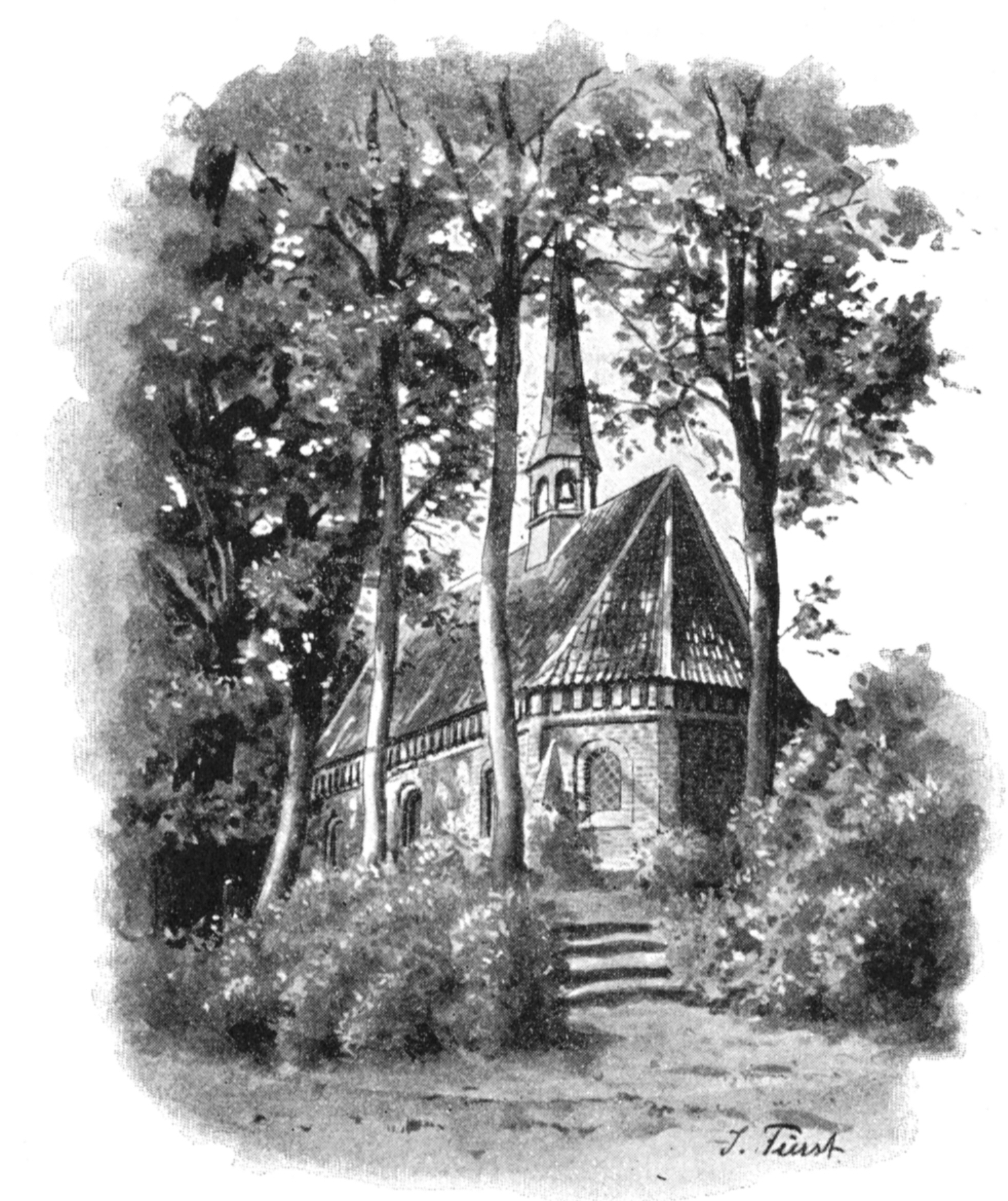
Kirche der heiligen Anna, Zeichnung um 1895

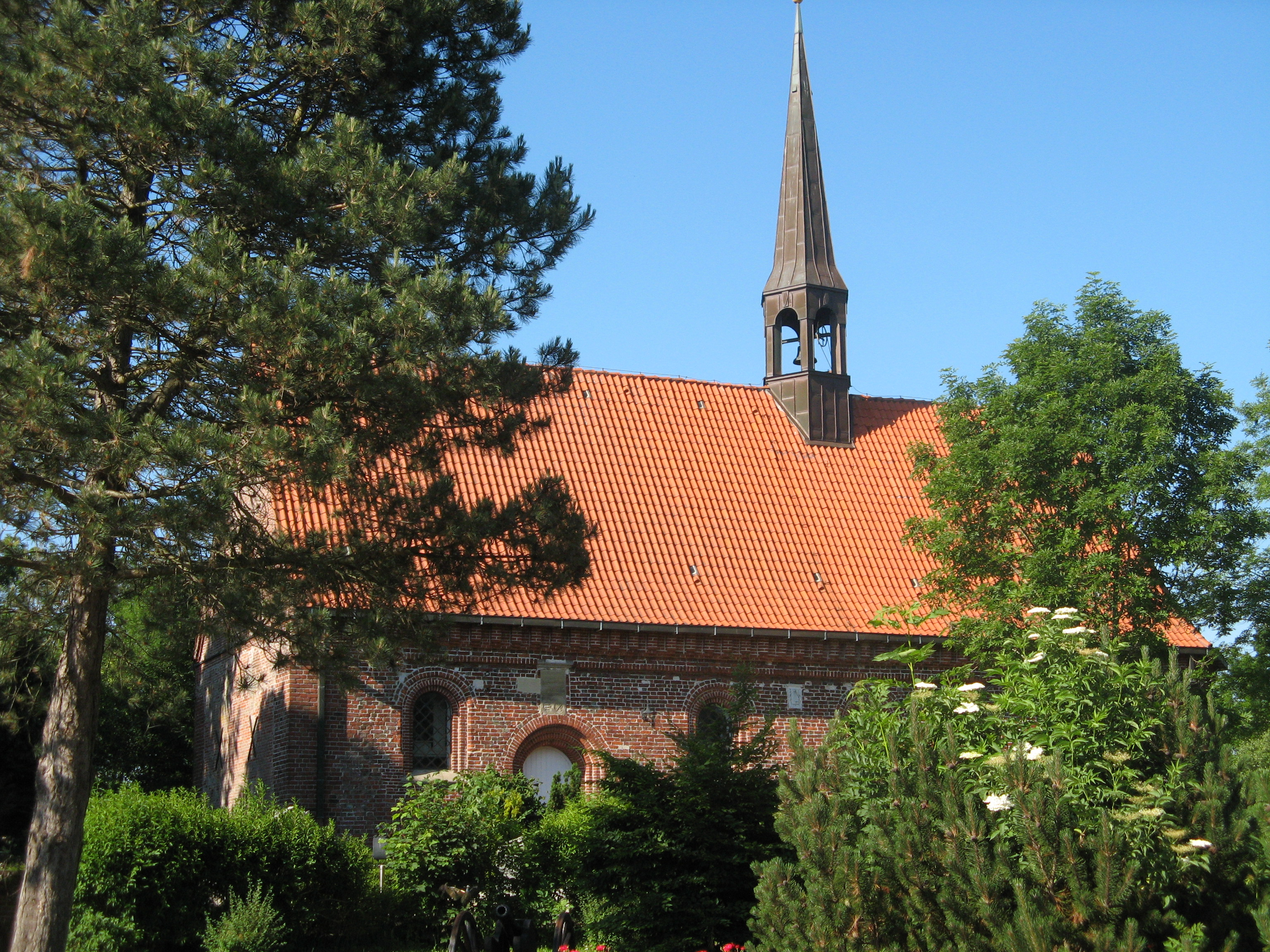
Kirche der heiligen Anna

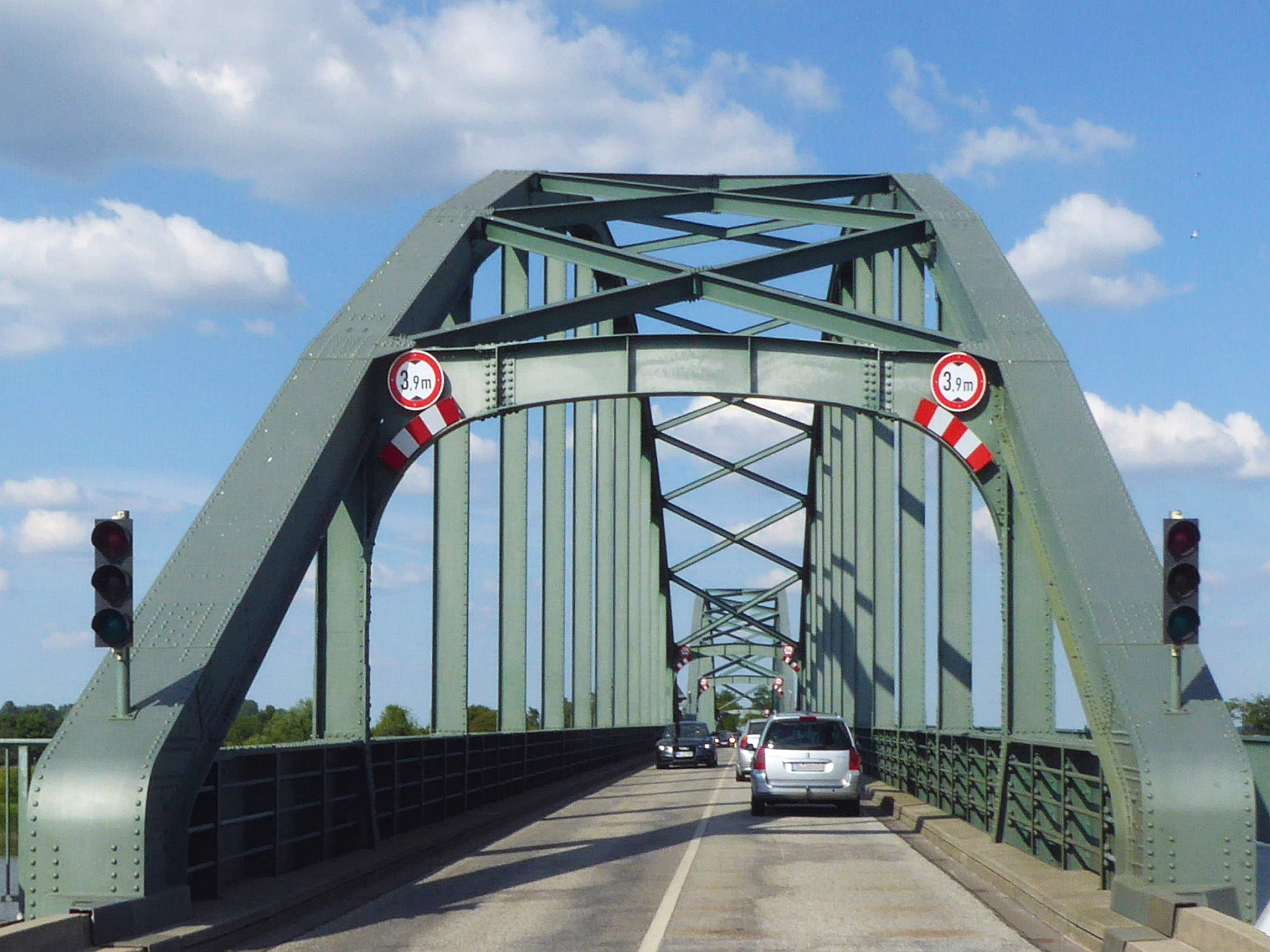
Denkmalgeschützte Eider-Brücke (Doppelbogenbrücke von 1916) zwischen Sankt Annen und Friedrichstadt

Die Geschichte von Sankt Annen als eigenständiger Siedlung begann 1500 mit dem Bau der Sankt-Annen-Kirche. Drei Familien aus dem Geschlechterverband der Russebellingmannen im östlichen Kirchspiel Lunden hatten gelobt, eine Kapelle zu bauen, wenn ihnen die Eindeichung eines neuen Koogs, des Bosbüttelerkoogs gelang. Bis 1499 wurden die Kinder in der Schwabstedter Kirche getauft, eine Reise mit angesichts der Strömung der Eider, dem Wechsel der Gezeiten und eventuell auftretenden Sturmfluten ungewissem Ausgang.
Die Dithmarscher als geschickte Rechner ließen nach Rom zu Papst Julius II. schicken, um erfolgreich eine Bulle zu erwerben mit dem Inhalt, dass allen Förderern des Kirchenbaus hundertjähriger Ablass gewährt würde. Als die Kirche so erfolgreich gebaut wurde, gab es Konflikte mit dem Lundener Kirchspielrat, der sich gegen eine neue Kirche und damit den Machtverlust aussprach. Die Erbauer von Sankt Annen schickten wieder zu Papst Julius II. und ließen sich erfolgreich das Patronatsrecht über die Kirche verleihen. Die Siedlung um Sankt Annen gewann aber nie die volle Unabhängigkeit von Lunden. Der Kirchenbau gehört in eine spätere Phase der Dithmarscher Siedlungsgeschichte, als neue Kirchbauten nur noch einen eng lokal begrenzten Einfluss hatten und nicht wie vorher zu Mittelpunkten von räumlich ausgedehnten Kirchspielen wurden.
Sankt Annen war Wohnort des „Bauerngenerals“ Claus Heim, der in den späten 1920ern ein wichtiger Führer der Landvolkbewegung war. Er führte mehrere Bombenanschläge auf Vertreter der Weimarer Republik aus und wurde nach seiner Verhaftung zu einer Symbolfigur des bäuerlichen Widerstands gegen die Demokratie.
Am 1. April 1934 wurde die Kirchspielslandgemeinde Lunden aufgelöst. Alle ihre Dorfschaften, Dorfgemeinden und Bauerschaften wurden zu selbständigen Gemeinden/Landgemeinden, so auch Sankt Annen-Damm, Sankt Annen-Neufeld und Sankt Annen-Österfeld. Am 1. Juli 1936 wurden diese zur Gemeinde Sankt Annen zusammengeschlossen.

## Politik

### Gemeindevertretung
Bei der Kommunalwahl am 14. Mai 2023 wurden insgesamt neun Sitze vergeben. Diese fielen erneut alle an die Allgemeine Wählergemeinschaft St. Annen. Die Wahlbeteiligung betrug 65,9 %.

### Wappen
Blasonierung: „In Silber die golden nimbierte, mit einem roten Kleid und einem grünen Mantel bekleidete heilige Anna, ein aufgeschlagenes Buch in den Händen haltend. Im blauen Wellenschildfuß drei silberne Karauschen in der Stellung 2 : 1, die untere linksgewendet.“

## Sehenswürdigkeiten
In der Liste der Kulturdenkmale in Sankt Annen (Dithmarschen) stehen die in der Denkmalliste des Landes Schleswig-Holstein eingetragenen Kulturdenkmale.

## Verkehr
Durch Sankt Annen verläuft die Marschbahn Elmshorn – Westerland. Nächste Haltepunkte der Linie RE 6 sind Lunden und Friedrichstadt.